# Радович, Раде
Радован (Раде) Радович (серб. Радован Раде Радовић, 1961—1998) — сербский воевода четников, участвовавший в Боснийской войне.

## Биография

### Семья
Родился в Косове в 1961 году. Родители: Обрен и Аница Радовичи. Жил в Билече с 1981 года. Был женат на Радиславке Радович, в браке родились сын Милош, дочери Мария и Милица.

### Служба
В начале войны в Хорватии Раде собрал группу сербских добровольцев в помощь Республике Сербская Краина и отправился в Восточную Славонию. После начала войны в Боснии вернулся в Билечу и собрал отряд «Билечские добровольцы» из 94 человек (24 из них погибли на войне). Сразу после образования отряд отправился воевать под Столац. За годы войны добровольцы сражались в Восточной Герцеговине, у Билечи, Невесине и Мостара вплоть до Требине, Фочи и Горажде. Отличились в боях за Подвележ в середине 1992 года, в Митровданском наступлении 1992 года, в апреле 1994 года на горажданском фронте и в сентябре 1994 года у Преня.
20 мая 1994 года Раде Радович получил звание воеводы от Воислава Шешеля. В том же году вошёл в состав Сербской радикальной партии. По свидетельству Воислава Дабича на заседании МТБЮ от 28 января 2010, Радович был одним из храбрейших солдат сербских военизированных формирований в Боснии и Герцеговине, но при этом не был причастен ни к одному военному преступлению.

### Гибель и память
В 1998 году Радович был жестоко убит в Билече. Убийца Крсто Савич был приговорён к двум годам тюрьмы. Ныне имя Радовича носит одна из улиц в городе Невесине (Республика Сербская).